# Trirogma caerulea
Trirogma caerulea är en insektsart som beskrevs av John Obadiah Westwood 1841. Trirogma caerulea ingår i släktet Trirogma och familjen kackerlackesteklar (Ampulicidae). Inga underarter finns listade i Catalogue of Life.